# Louis Gaultier
Louis Gaultier ou Aloïsius Édouard Camille Gaultier,  dit l'abbé Gaultier, né vers 1746 à Asti (Piémont) et mort à Paris le 19 septembre 1818, de parents d'origine française est l'auteur de plusieurs ouvrages de pédagogie, précurseur de l'école mutuelle.

## Biographie
Louis Gaultier est envoyé de bonne heure en France pour y faire ses études. De retour en Italie, il est ordonné prêtre, mais il revient en France dès 1780 pour s'y fixer définitivement.
Pourvu d'une charge qui lui assure des ressources suffisantes, il se consacre à l'éducation des enfants, et conçoit le plan d'une méthode nouvelle destinée à permettre aux élèves de s'instruire en jouant. Il ouvre en 1786 un cours gratuit, fréquenté par des enfants de grandes familles  de la capitale.
En 1792, il émigre en Angleterre, où il retrouve une partie de ses élèves parisiens, et où il continue ses activités. Son succès chez les Anglais est très grand, et sa méthode retient l'intérêt des universités d'Oxford et de Cambridge. En 1801, il rentre en France, où il reprend son enseignement et ses publications.
En octobre 1814, il se rend de nouveau à Londres pour y étudier la méthode d'enseignement mutuel appliquée dans les écoles de Bell et de Lancaster, méthode qui avait plus d'un point de contact avec celle qu'il employait lui-même.
À son retour, il est nommé membre de la commission constituée pendant les Cent-Jours par le ministre Carnot pour travailler à la réorganisation de l'instruction primaire, en même temps qu'il s'associait à de Gérando, de Lasteyrie, de Laborde, Jomard, J.-B. Say, de La Rochefoucault-Liancourt, etc., pour fonder la Société pour l'instruction élémentaire. Il est élu à la présidence de celle-ci en mars 1818, avant de mourir le 19 septembre de cette même année.

### Œuvres
- Leçons de grammaire (1787) ;
- Les Leçons de géographie par le moyen du jeu (1788) ;
- Les Leçons de chronologie et d'histoire (1788) ;
- Le Jeu raisonnable et moral pour les enfants (1791) ;
- L'Exposé du cours complet des jeux instructifs, 1802 ;
- La Méthode pour apprendre grammaticalement la langue latine sans connaître les règles de la composition, 1804 ;
- La Méthode pour exercer les jeunes gens à la composition française et pour les y préparer graduellement, 1811 ;
- Les Traits caractéristiques d'une mauvaise éducation, 1812 (publié d'abord à Londres en 1796 sous le titre de Jeu de morale et de politesse)